# Assyrische kalender
De Assyrische kalender is de tijdrekening zoals die werd gebruikt in het oude Assyrië.
Deze kalender wordt geacht begonnen te zijn met de stichting en bouw van de eerste tempel in de stad Ashur in het jaar 4750 v.Chr.
De kalender is in kringen van de Assyrische christenen nog in gebruik.
Zonnekalender · Maankalender · Lunisolaire kalender· Biodynamische kalender